# The Tie of the Blood
The Tie of the Blood è un cortometraggio muto del 1913 diretto da Lem B. Parker. Prodotto dalla Selig da una sceneggiatura di Hampton Del Ruth, il film aveva come interpreti Harold Lockwood, Amy Trask, Al Ernest Garcia, Henry Otto, Al W. Filson.

## Produzione
Il film, girato alla Carlisle Indian School di Carlisle in Pennsylvania - fu prodotto dalla Selig Polyscope Company.

## Distribuzione
Distribuito dalla General Film Company, il film - un cortometraggio in una bobina - uscì nelle sale cinematografiche statunitensi il 17 aprile 1913.